# Энума элиш
«Эну́ма э́лиш» (аккад. Enūma elis — «Когда наверху…») — вавилонский космогонический миф, описывающий возвышение Мардука из ранга младших богов, его борьбу с Тиамат (воплощение первобытного хаоса) и обустройство мира. Сохранился в новоассирийских и нововавилонских табличках из Ашшура, Ниневии, Киша и Урука. Сказание было сложено, вероятно, в эпоху II династии Исина (ок. XII век до н. э.) с целью обоснования верховенства Мардука в вавилонском пантеоне, для чего были переработаны шумерские предания, прежде всего об Энлиле и Нинурте. Значительную часть повествования занимает прославление Мардука и его города Вавилона, но главную роль играет именно космогоническая канва.

## Сюжет
Согласно сказанию, в начале времён, «когда наверху не названо небо, внизу земля именем не называлась», праотец Абзу и прародительница Тиамат смешивали свои, соответственно, пресные и солёные воды. От каждого этого смешения рождалось одно поколение богов: сначала Лахму и Лахаму, затем Аншар и Кишар, после них — Ану, породивший Эа. Шум, производимый молодыми богами, стал надоедать их родителям, и Абзу решил убить детей. Мумму, «советник» Абзу, придумал план, как это сделать, но мудрый Эа разгадал их намерения; он начертил магический круг и произнёс мощное заклинание, в результате которого Абзу погрузился в глубокий вечный сон. Эа занял царственное место Абзу, подчинил Мумму и поселился в глубинах пресноводной бездны (в которую превратился Абзу); там же его супруга Дамкина родила их сына, Мардука. Новый бог был наделён чрезвычайной мудростью и огромной силой: его отличали гигантские конечности, четыре головы и одеяние из солнечных лучей.
Первородные боги стали упрекать Тиамат в бездействии, и та решилась на битву; вместе они создали чудовищ, змей и драконов, во главе которых встал Кингу — первенец Тиамат. Эа узнал о намерениях Тиамат и сказал об этом Аншар. Аншар поручил ему принять меры против заговора, но Эа, очевидно, не добился в итоге успеха (текст в этом месте повреждён); Аншар пришлось обратиться к Ану, однако и тому не удалось добиться успеха; из-за неудач боги впали в уныние.
Тогда Эа обратился к сыну Мардуку и открыл ему, что судьба Мардука — победить их общих врагов. Мардук согласился на битву, но выдвинул условие: в случае победы он получит высшую власть над богами, его слово станет определять судьбы, его воля будет неоспоримой; перед лицом угрозы старшее поколение богов, Лахму и Лахаму, соглашаются. Испытав силу Мардука, боги даровали ему победоносное оружие: лук со стрелами, палицу, сеть и семь ветров. Мардук вызвал молнии, поднял чудовищную бурю и наводнения, и в колеснице, запряжённой четвёркой ужасных коней с острыми зубами, сочащимися ядом, отправился на битву с Тиамат. Ужаснувшись облику праматери, Мардук всё же вступает с ней в бой, набрасывает на Тиамат сеть, пускает ей в пасть ветры и поражает стрелой в сердце. Воины Тиамат в страхе разбегаются, но Мардук ловит их в сеть, в том числе Кингу, у которого он забирает «Таблицы судеб». После этого Мардук сокрушает череп Тиамат, разрывает артерии и разрубает тело поверженного врага на части.
Из одной половины Тиамат Мардук создал небо, где он сотворил небесный аналог Абзу — Эшарру (обиталище Ану, Энлиля и Эа), звёзды, знаки зодиака, установил законы движения небесных светил. Из другой части тела Тиамат, а также праха, доставленного Ану, Мардук сотворил землю, из головы Тиамат — великую гору; из глаз чудовища вытекли реки Тигр и Евфрат, грудь стала цепью холмов, хвост — преградой для вод Абзу, чтобы те не затопили землю. Мардук передал Ану «Таблицы судеб» на хранение. Боги признали героя своим царём.
После каких-то событий (эта часть текста утрачена) боги убили пленённого Кингу, разрубили его артерии. Из глины, замешанной на крови Кингу, Эа сотворил людей, чтобы те служили богам и выполняли их волю. Мардук разделил ануннаков на две части: 300 богов осталось на небе, 300 были отправлены на землю (стали хтоническими богами).
В благодарность за избавление от тяжких трудов ануннаки преподнесли Мардуку в дар величественное святилище, Вавилон, где они возвели Эсагилу, зиккурат Этеменанки, а также храмы в свою честь. После этого боги стали пировать и определять судьбы. Оставшаяся часть текста — изложение и объяснение «пятидесяти имён Мардука».